# Florø Fotball 2018
Questa voce raccoglie le informazioni riguardanti il Florø Fotball nelle competizioni ufficiali della stagione 2018.

## Stagione
A seguito dell'8º posto arrivato nel campionato 2017, nella stagione 2018 il Florø avrebbe partecipato alla 1. divisjon ed al Norgesmesterskapet. Il 20 dicembre 2017 sono stati compilati i calendari per la 1. divisjon: alla 1ª giornata, il Florø avrebbe fatto visita al Mjøndalen, all'Isachsen Stadion.

## Rosa
| N. |                      | Ruolo | Calciatore            |
| -- | -------------------- | ----- | --------------------- |
| 1  | Norvegia (bandiera)  | P     | Jacob Storevik        |
| 3  | Norvegia (bandiera)  | D     | Dejan Corovic         |
| 4  | Norvegia (bandiera)  | C     | Dino Omerović         |
| 5  | Norvegia (bandiera)  | D     | Christer Husa         |
| 6  | Norvegia (bandiera)  | D     | Runar Hove            |
| 8  | Australia (bandiera) | C     | Luc Jeggo             |
| 9  | Fær Øer (bandiera)   | C     | Patrik Johannesen     |
| 10 | Danimarca (bandiera) | A     | Lorent Callaku        |
| 11 | Norvegia (bandiera)  | A     | Oliver Rotihaug       |
| 12 | Georgia (bandiera)   | C     | Otar Javashvili       |
| 14 | Norvegia (bandiera)  | C     | Kristoffer Ryland     |
| 15 | Norvegia (bandiera)  | D     | Andre Frøyen Reksten  |
| 16 | Norvegia (bandiera)  | C     | Simen Reksten Solheim |
| 18 | Uganda (bandiera)    | C     | Kaddu Aton            |

| N. |                          | Ruolo | Calciatore           |
| -- | ------------------------ | ----- | -------------------- |
| 19 | Senegal (bandiera)       | C     | Alioune Ndour        |
| 20 | Norvegia (bandiera)      | A     | Vegard Savland       |
| 21 | Norvegia (bandiera)      | C     | Torje Naustdal       |
| 22 | Norvegia (bandiera)      | C     | Erik Eikeng          |
| 23 | Norvegia (bandiera)      | C     | Halvor Solheim-Olsen |
| 24 | Norvegia (bandiera)      | C     | Robert Kling         |
| 25 | Norvegia (bandiera)      | C     | Peter Aase           |
| 29 | Norvegia (bandiera)      | A     | Torbjørn Aabrekk     |
| 30 | Paesi Bassi (bandiera)   | P     | Renze Fij            |
| 37 | Norvegia (bandiera)      | D     | Vegar Gjermundstad   |
| 92 | Danimarca (bandiera)     | P     | Nicklas Frenderup    |
| 97 | Nuova Zelanda (bandiera) | A     | Moses Dyer           |
| 98 | Norvegia (bandiera)      | C     | Eirik Høydal         |
| 99 | Norvegia (bandiera)      | C     | Stefan Aase          |

## Calciomercato

### Sessione invernale(dal 01/01 al 31/03)
| Arrivi | Arrivi            | Arrivi  | Arrivi     |
| R.     | Nome              | da      | Modalità   |
| ------ | ----------------- | ------- | ---------- |
| D      | Dejan Corovic     | Arendal | definitivo |
| C      | Erik Eikeng       |         | svincolato |
| C      | Patrik Johannesen |         | svincolato |
| C      | Robert Kling      |         | svincolato |
| A      | Lorent Callaku    | Greve   | definitivo |

| Partenze | Partenze              | Partenze     | Partenze      |
| R.       | Nome                  | a            | Modalità      |
| -------- | --------------------- | ------------ | ------------- |
| D        | Christopher Lindquist | Strømsgodset | fine prestito |
| C        | Kristoffer Ryland     | Sogndal      | fine prestito |
| A        | Monir Benmoussa       |              | svincolato    |
| A        | Endre Kupen           | Bodø/Glimt   | definitivo    |

### Sessione estiva(dal 19/07 al 15/08)
| Arrivi | Arrivi          | Arrivi | Arrivi     |
| R.     | Nome            | da     | Modalità   |
| ------ | --------------- | ------ | ---------- |
| P      | Renze Fij       |        | svincolato |
| C      | Otar Javashvili |        | svincolato |
| A      | Moses Dyer      |        | svincolato |
| A      | Vegard Savland  | Førde  | definitivo |

| Partenze | Partenze          | Partenze    | Partenze   |
| R.       | Nome              | a           | Modalità   |
| -------- | ----------------- | ----------- | ---------- |
| P        | Nicklas Frenderup | Sandnes Ulf | definitivo |
| P        | Jacob Storevik    | Sandefjord  | definitivo |
| A        | Torbjørn Aabrekk  | Byåsen      | definitivo |

## Risultati

### 1. divisjon

#### Girone di andata
| Arbitro: | Moen (Oslo) |

|               |           |                    |
| Ibrahimaj 36’ | Marcatori | 22’ (aut.) Jonsson |

| Arbitro: | Amland (Bergen) |

|             |           |  |
| P. Aase 86’ | Marcatori |  |

## Statistiche

### Statistiche di squadra
| Competizione       | Punti | In casa | In casa | In casa | In casa | In casa | In casa | In trasferta | In trasferta | In trasferta | In trasferta | In trasferta | In trasferta | Totale | Totale | Totale | Totale | Totale | Totale | DR |
| Competizione       | Punti | G       | V       | N       | P       | Gf      | Gs      | G            | V            | N            | P            | Gf           | Gs           | G      | V      | N      | P      | Gf     | Gs     | DR |
| ------------------ | ----- | ------- | ------- | ------- | ------- | ------- | ------- | ------------ | ------------ | ------------ | ------------ | ------------ | ------------ | ------ | ------ | ------ | ------ | ------ | ------ | -- |
| 1. divisjon        | 0     | 0       | 0       | 0       | 0       | 0       | 0       | 0            | 0            | 0            | 0            | 0            | 0            | 0      | 0      | 0      | 0      | 0      | 0      | 0  |
| Norgesmesterskapet | -     | 0       | 0       | 0       | 0       | 0       | 0       | 0            | 0            | 0            | 0            | 0            | 0            | 0      | 0      | 0      | 0      | 0      | 0      | 0  |
| Totale             | -     | 0       | 0       | 0       | 0       | 0       | 0       | 0            | 0            | 0            | 0            | 0            | 0            | 0      | 0      | 0      | 0      | 0      | 0      | 0  |

### Andamento in campionato
| Giornata  | 1 | 2 | 3 | 4 | 5 | 6 | 7 | 8 | 9 | 10 | 11 | 12 | 13 | 14 | 15 | 16 | 17 | 18 | 19 | 20 | 21 | 22 | 23 | 24 | 25 | 26 | 27 | 28 | 29 | 30 |
| --------- | - | - | - | - | - | - | - | - | - | -- | -- | -- | -- | -- | -- | -- | -- | -- | -- | -- | -- | -- | -- | -- | -- | -- | -- | -- | -- | -- |
| Luogo     | T | C | T | C | T | C | T | C | T | C  | T  | C  | C  | T  | C  | T  | C  | T  | C  | T  | C  | T  | C  | T  | C  | T  | T  | C  | T  | C  |
| Risultato | N | V |   |   |   |   |   |   |   |    |    |    |    |    |    |    |    |    |    |    |    |    |    |    |    |    |    |    |    |    |
| Posizione |   |   |   |   |   |   |   |   |   |    |    |    |    |    |    |    |    |    |    |    |    |    |    |    |    |    |    |    |    |    |

Fonte:  OBOS-ligaen 2018, su altomfotball.no, Altomfotball.
Legenda:

Luogo: C = Casa; T = Trasferta. Risultato: V = Vittoria; N = Pareggio; P = Sconfitta.

### Statistiche dei giocatori
| Giocatore          | 1. divisjon | 1. divisjon | 1. divisjon | 1. divisjon | Norgesmesterskapet | Norgesmesterskapet | Norgesmesterskapet | Norgesmesterskapet | Coppe europee | Coppe europee | Coppe europee | Coppe europee | Altre coppe | Altre coppe | Altre coppe | Altre coppe | Totale   | Totale | Totale      | Totale     |
| Giocatore          | Presenze    | Reti        | Ammonizioni | Espulsioni  | Presenze           | Reti               | Ammonizioni        | Espulsioni         | Presenze      | Reti          | Ammonizioni   | Espulsioni    | Presenze    | Reti        | Ammonizioni | Espulsioni  | Presenze | Reti   | Ammonizioni | Espulsioni |
| ------------------ | ----------- | ----------- | ----------- | ----------- | ------------------ | ------------------ | ------------------ | ------------------ | ------------- | ------------- | ------------- | ------------- | ----------- | ----------- | ----------- | ----------- | -------- | ------ | ----------- | ---------- |
| T. Aabrekk         | 0           | 0           | 0           | 0           | 0                  | 0                  | 0                  | 0                  |               |               |               |               |             |             |             |             | 0        | 0      | 0           | 0          |
| P. Aase            | 0           | 0           | 0           | 0           | 0                  | 0                  | 0                  | 0                  |               |               |               |               |             |             |             |             | 0        | 0      | 0           | 0          |
| S. Aase            | 0           | 0           | 0           | 0           | 0                  | 0                  | 0                  | 0                  |               |               |               |               |             |             |             |             | 0        | 0      | 0           | 0          |
| K. Aton            | 0           | 0           | 0           | 0           | 0                  | 0                  | 0                  | 0                  |               |               |               |               |             |             |             |             | 0        | 0      | 0           | 0          |
| L. Callaku         | 0           | 0           | 0           | 0           | 0                  | 0                  | 0                  | 0                  |               |               |               |               |             |             |             |             | 0        | 0      | 0           | 0          |
| D. Corovic         | 0           | 0           | 0           | 0           | 0                  | 0                  | 0                  | 0                  |               |               |               |               |             |             |             |             | 0        | 0      | 0           | 0          |
| M. Dyer            | 0           | 0           | 0           | 0           | -                  | -                  | -                  | -                  |               |               |               |               |             |             |             |             | 0        | 0      | 0           | 0          |
| E. Eikeng          | 0           | 0           | 0           | 0           | 0                  | 0                  | 0                  | 0                  |               |               |               |               |             |             |             |             | 0        | 0      | 0           | 0          |
| R. Fij             | 0           | -0          | 0           | 0           | -                  | -                  | -                  | -                  |               |               |               |               |             |             |             |             | 0        | 0      | 0           | 0          |
| N. Frenderup       | 0           | -0          | 0           | 0           | 0                  | -0                 | 0                  | 0                  |               |               |               |               |             |             |             |             | 0        | 0      | 0           | 0          |
| A. Frøyen Reksten  | 0           | 0           | 0           | 0           | 0                  | 0                  | 0                  | 0                  |               |               |               |               |             |             |             |             | 0        | 0      | 0           | 0          |
| V. Gjermundstad    | 0           | 0           | 0           | 0           | 0                  | 0                  | 0                  | 0                  |               |               |               |               |             |             |             |             | 0        | 0      | 0           | 0          |
| O. Javashvili      | 0           | 0           | 0           | 0           | -                  | -                  | -                  | -                  |               |               |               |               |             |             |             |             | 0        | 0      | 0           | 0          |
| L. Jeggo           | 0           | 0           | 0           | 0           | 0                  | 0                  | 0                  | 0                  |               |               |               |               |             |             |             |             | 0        | 0      | 0           | 0          |
| R. Hove            | 0           | 0           | 0           | 0           | 0                  | 0                  | 0                  | 0                  |               |               |               |               |             |             |             |             | 0        | 0      | 0           | 0          |
| E. Høydal          | 0           | 0           | 0           | 0           | 0                  | 0                  | 0                  | 0                  |               |               |               |               |             |             |             |             | 0        | 0      | 0           | 0          |
| C. Husa            | 0           | 0           | 0           | 0           | 0                  | 0                  | 0                  | 0                  |               |               |               |               |             |             |             |             | 0        | 0      | 0           | 0          |
| P. Johannesen      | 0           | 0           | 0           | 0           | 0                  | 0                  | 0                  | 0                  |               |               |               |               |             |             |             |             | 0        | 0      | 0           | 0          |
| R. Kling           | 0           | 0           | 0           | 0           | 0                  | 0                  | 0                  | 0                  |               |               |               |               |             |             |             |             | 0        | 0      | 0           | 0          |
| T. Naustdal        | 0           | 0           | 0           | 0           | 0                  | 0                  | 0                  | 0                  |               |               |               |               |             |             |             |             | 0        | 0      | 0           | 0          |
| A. Ndour           | 0           | 0           | 0           | 0           | 0                  | 0                  | 0                  | 0                  |               |               |               |               |             |             |             |             | 0        | 0      | 0           | 0          |
| D. Omerović        | 0           | 0           | 0           | 0           | 0                  | 0                  | 0                  | 0                  |               |               |               |               |             |             |             |             | 0        | 0      | 0           | 0          |
| S. Reksten Solheim | 0           | 0           | 0           | 0           | 0                  | 0                  | 0                  | 0                  |               |               |               |               |             |             |             |             | 0        | 0      | 0           | 0          |
| O. Rotihaug        | 0           | 0           | 0           | 0           | 0                  | 0                  | 0                  | 0                  |               |               |               |               |             |             |             |             | 0        | 0      | 0           | 0          |
| K. Ryland          | 0           | 0           | 0           | 0           | 0                  | 0                  | 0                  | 0                  |               |               |               |               |             |             |             |             | 0        | 0      | 0           | 0          |
| V. Savland         | 0           | 0           | 0           | 0           | -                  | -                  | -                  | -                  |               |               |               |               |             |             |             |             | 0        | 0      | 0           | 0          |
| H. Solheim-Olsen   | 0           | 0           | 0           | 0           | 0                  | 0                  | 0                  | 0                  |               |               |               |               |             |             |             |             | 0        | 0      | 0           | 0          |
| J. Storevik        | 0           | -0          | 0           | 0           | 0                  | -0                 | 0                  | 0                  |               |               |               |               |             |             |             |             | 0        | 0      | 0           | 0          |